# Donnayita-(Y)
La donnayita-(Y) és un mineral de la classe dels carbonats que pertany al grup de la mckelveyïta. Rep el nom de la en honor de la cristal·lògrafa alemanya Gabrielle Donnay i el seu marit, Joseph Désiré Hubert Donnay, per les seves importants contribucions a la cristal·lografia.

## Característiques
La donnayita-(Y) és un carbonat de fórmula química NaSr₃CaY(CO₃)₆(H₂O)₃. Cristal·litza en el sistema triclínic. Es troba en forma de plaques, amb cristalls tabulars, en forma de plat, columnars, amb forma de barril, o pseudohexagonals en forma de falca, de fins a 1 centímetre; també en forma de cristalls piramidals hemimòrfics, acabats per {001}; també com agregats de cristalls paral·lels o en grans com irregulars. La seva duresa a l'escala de Mohs és 3. Es coneixen dos politips d'aquesta espècie: la donnayita-(Y)-1A i la donnayita-(Y)-3R.
Segons la classificació de Nickel-Strunz, la donnayita-(Y) pertany a «05.CC - Carbonats sense anions addicionals, amb H₂O, amb elements de terres rares (REE)» juntament amb els següents minerals: ewaldita, mckelveyita-(Y), weloganita, tengerita-(Y), kimuraïta-(Y), lokkaïta-(Y), shomiokita-(Y), calkinsita-(Ce), lantanita-(Ce), lantanita-(La), lantanita-(Nd), adamsita-(Y), decrespignyita-(Y) i galgenbergita-(Ce).

## Formació i jaciments
Es troba en dics de pegmatites, en cavitats miarolítiques, i en intersticis en sienita en un complex alcalí. Sol trobar-se associada a altres minerals com: ewaldita, mckelveyita-(Y), synchisita, gaidonnayita, arfvedsonita, aegirina, calcita, esfalerita, catapleiïta, microclina, analcima, natrolita o clorita. Va ser descoberta a la pedrera Poudrette, a Mont Saint-Hilaire, La Vallée-du-Richelieu RCM (Montérégie, Quebec, Canadà)